# دانتي بيتيس
دانتي جاريسون بيتيس ولد يوم 23 اكتوبر 1995 وهو لاعب كرة قدم أمريكي متلقي واسع ‏. لعب كرة القدم الجامعية في واشنطن .

## السنوات المبكرة
حضر بيتيس مدرسة جيسيرا الكاثوليكية الثانوية في سان خوان كابيسترانو، كاليفورنيا. لعب كرة القدم وكرة السلة و مارس العدو في المضمار، سجل 50 تقدمًا لمسافة 889 ياردة و11 وصول لمنطقة إحراز الأهداف. لقد التزم بجامعة واشنطن للعب كرة القدم الجامعية.

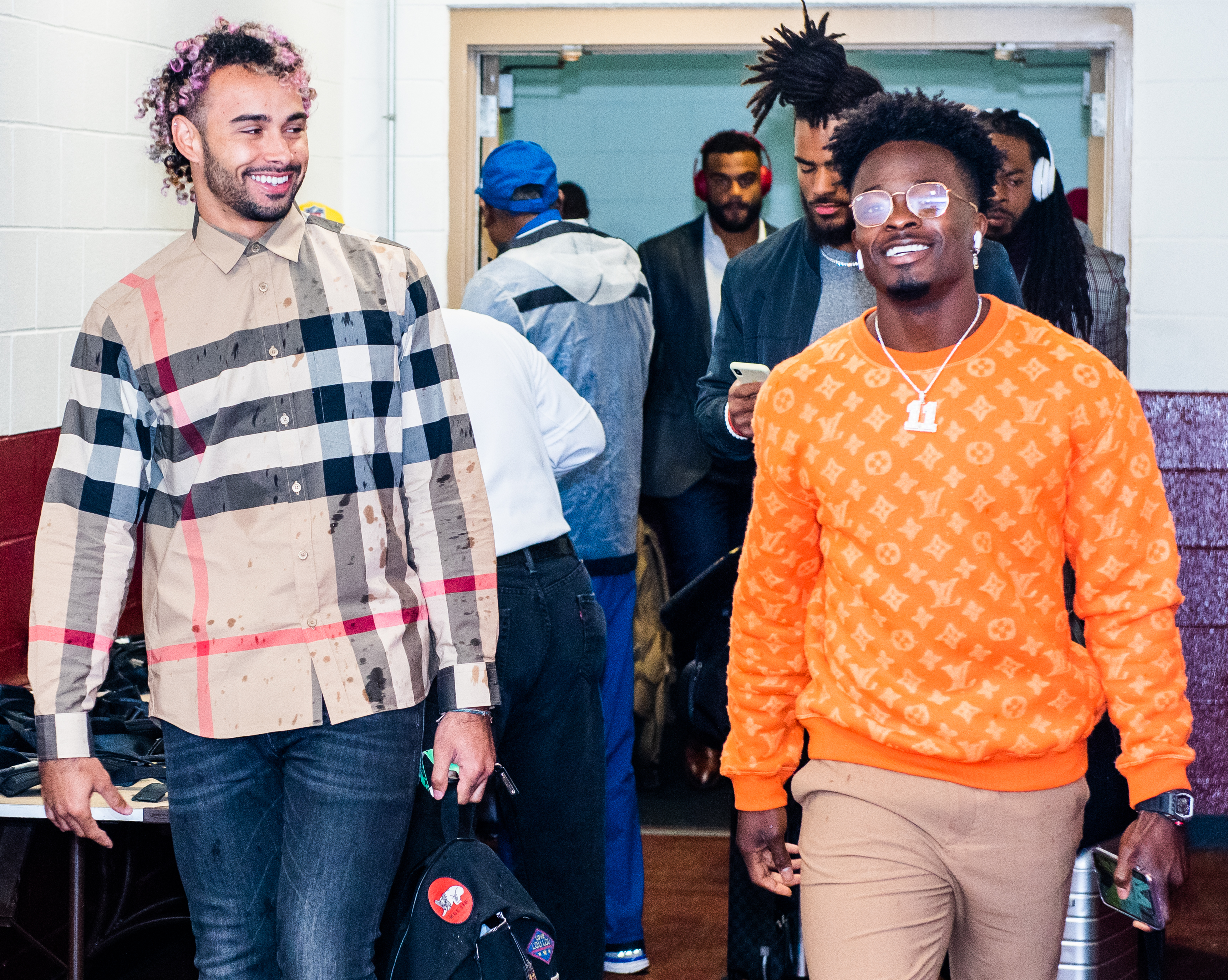
بيتيس جنبًا إلى جنب مع زميله ماركيز جودوين قبل المباراة ضد فريق واشنطن رد سكينز